# Liste der Kirchen in der Arbeitsgemeinschaft Mennonitischer Gemeinden in Deutschland

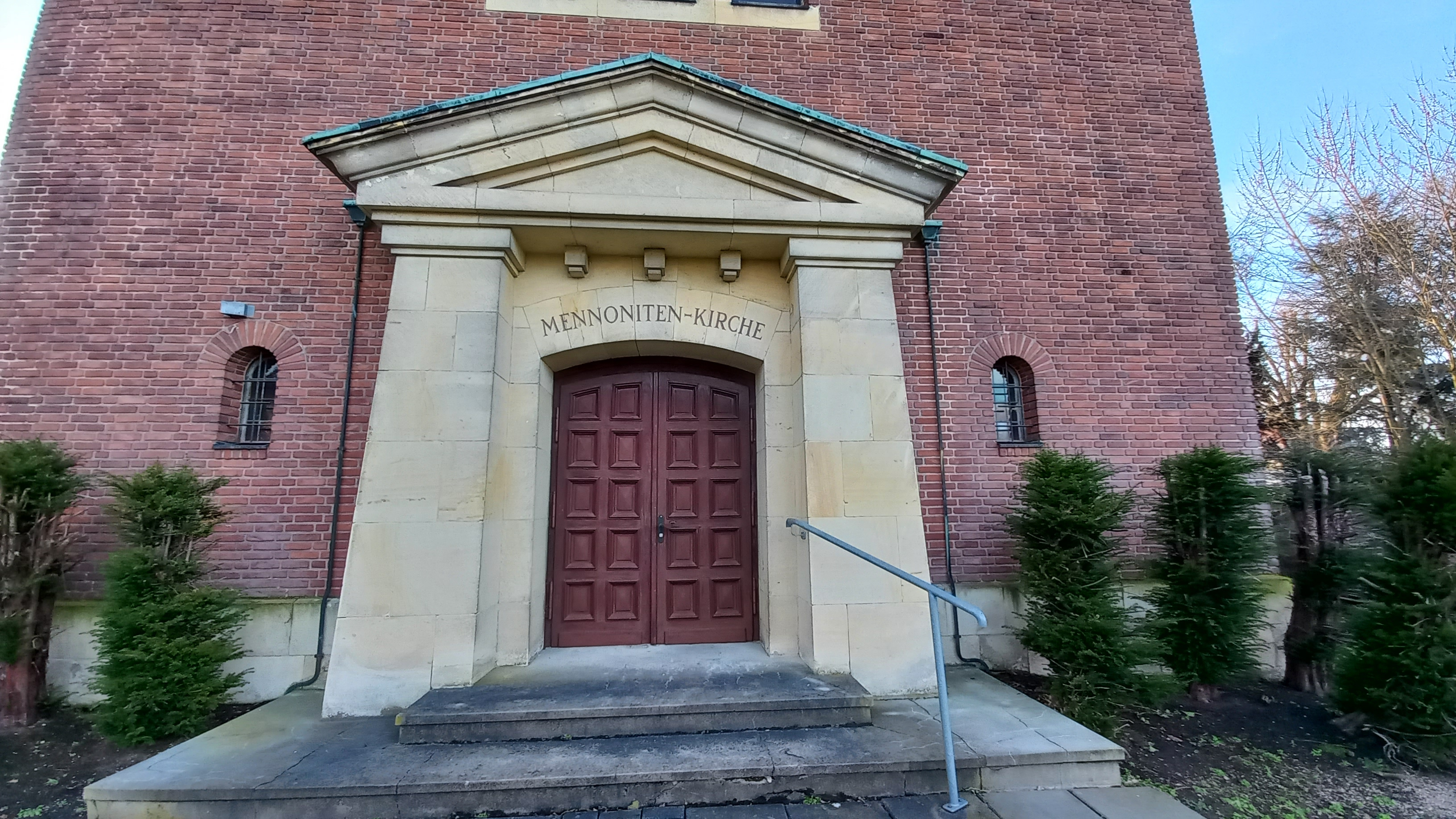
Schriftzug Mennoniten-Kirche über dem Portal der Mennonitenkirche in Gronau (Westf.)

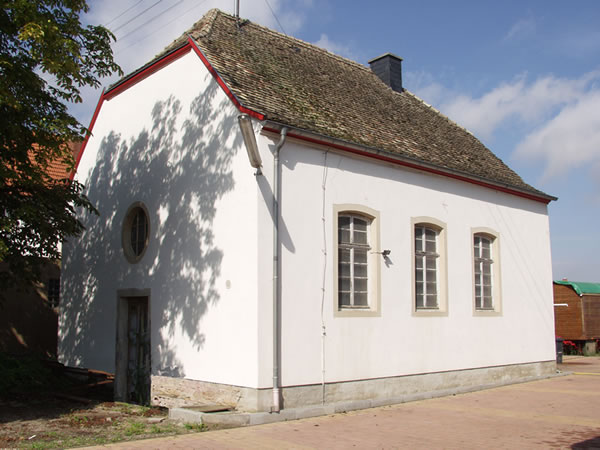
Mennonitenkirche Uffhofen

Die Liste der Kirchen in der Arbeitsgemeinschaft Mennonitischer Gemeinden in Deutschland gibt einen Überblick über die Kirchen und Gemeindehäuser bzw. Gemeindezentren innerhalb der Arbeitsgemeinschaft Mennonitischer Gemeinden in Deutschland (AMG). Neben den hier aufgeführten Bauten gibt es noch weitere von mennonitischen Gemeinden und Gemeindehäuser außerhalb der AMG (wie beispielsweise die AMBD).

## Einführung
Als Kirche, Gemeindehaus oder Gemeindezentrum im Sinne dieser Liste werden auch Bethäuser oder dergleichen verstanden. Auch dauerhaft (z. B. per Mietvertrag) von Mennonitengemeinden genutzte Kirchen oder andere Versammlungsräume anderer Kirchen und Institutionen gelten im Sinne dieser Liste als Kirche in der Arbeitsgemeinschaft Mennonitischer Gemeinden in Deutschland.
Da die Mennoniten kongregationalistisch verfasst sind, werden die Kirchenbauten direkt von den einzelnen Gemeinden vor Ort verwaltet.
Als Regionalverband werden die drei „Gemeindeverbände“ (so das mennonitische Selbstverständnis; von außen betrachtet legt sich formal die Bezeichnung Kirchen nahe) bezeichnet, die die AMG bilden:
- ASM: Arbeitsgemeinschaft Südwestdeutscher Mennonitengemeinden (vorwiegend in Rheinland-Pfalz)
- VdM: Verband deutscher Mennonitengemeinden (vorwiegend in Süddeutschland)
- VDM: Vereinigung der Deutschen Mennonitengemeinden (vorwiegend in Norddeutschland)

## Kirchen, Gemeindehäuser und sonstige genutzte Gebäude
| Ort                                        | Land                | Regionalverband | Bezeichnung | Bauzeit / Fertigstellung / Umbau / Einweihung | Bemerkungen / Bilder | Literaturhinweis / Internetlink |
| ------------------------------------------ | ------------------- | --------------- | --- | --- | --- | --- |
| Augsburg                                   | Bayern              | VdM             | Treffen im CVJM-Haus | | | Webseite der Gemeinde (11. Juni 2022) |
| Backnang                                   | Baden-Württemberg   | VdM             | Gemeindehaus | | Bilder aus der Gemeindegeschichte, insbesondere auch zum Gemeindehaus (Stand 11. Juni 2022) | Webseite der Gemeinde |
| Bad Friedrichshall-Kochendorf              | Baden-Württemberg   | VdM             | Gemeindehaus | | Es handelt sich um ein früheres Schulgebäude | Webseite der Gemeinde (29. August 2009) |
| Bad Königshofen im Grabfeld                | Bayern              | VdM             | Gottesdienste im Ev. Gemeindehaus | | | |
| Berlin                                     | Berlin              | VDM             | Menno-Heim | ?, 1952 angemietet, 1958 erworben | Das Gemeindehaus beherbergt auch das Mennonitische Friedenszentrum und ist auch für Übernachtungen konzipiert (daher Heim). Nach dem 2. Weltkrieg übernahm die Gemeinde das Haus Ringstr. 107 in Lichterfelde, ein Unterkunftsgebäude. Um 1950 herum: Ein geistlicher Dienst konnte bis Anfang 1953 durch Predigtstellen in Mecklenburg (Grevesmühlen, Rostock, Schwerin), in den beiden Sachsen (Magdeburg, Mulmke, Halle, Lochau; Leipzig, Döbeln, Dresden) und in Thüringen (Erfurt und Jena) ausgeführt werden. In den 1950er Jahren: Andachten können außerdem von Fall zu Fall in der Schmargendorfer Dorfkirche und in der Kirchenbaracke der Brüdergemeinde, einem Geschenk aus Schweden, in der Wilhelmstraße stattfinden. (Ernst Crous, in Teil 3 zur Geschichte der Gemeinde.) | Artikel zu Berlin im Mennonitischen Lexikon (abgerufen am 13. Juni 2022),Zur Geschichte der Gemeinde, dort auch verschiedene Word-Dokumente, in Teil 3 auch zur Geschichte des Menno-Heims (13. Juni 2022) (MS Word; 39 kB) |
| Bielefeld-Sennestadt                       | Nordrhein-Westfalen | VDM             | Gottesdienste im Matthias-Claudius-Haus | | | MJ 2010, 132. |
| Bolanden-Weierhof                          | Rheinland-Pfalz     | ASM             | Mennonitenkirche Weierhof | 1837, 1980 Renovierung | Nach dem Vorbild einer Quäkerkirche in Tottenham (England) wird eine neue Kirche, das „Bethaus“ gebaut. … Baukosten damals: 3.298 Gulden. | Historie des Weierhofs (27.11.09) |
| Bremen                                     | Bremen              | VDM             | Gottesdienste im Wechsel im evangelischen Waller Gemeindehaus sowie im evangelischen Gemeindehaus in der Lutherstr. in Delmenhorst               | | | mennoniten.de, 27.11.09; MJ 2010, 153f. |
| Düsseldorf                                 | Nordrhein-Westfalen | VDM             | Einmal monatlich Gottesdienst in der evangelischen Kreuzkirche.                                                                                  | | | |
| Emden                                      | Niedersachsen       | VDM             | Gemeindehaus | Gemeindehaus (auch Mennonitenkirche), frühere Mennonitenkirche im Zweiten Weltkrieg zerstört                                                                              | | Webseite der Konferenz nordwestdeutscher Mennonitengemeinden (29. August 2009) |
| Enkenbach-Alsenborn                        | Rheinland-Pfalz     | ASM             | Gemeindehaus | 1957 erbaut | Zusammenarbeit mit dem Pflegeheim Menno-Heim | Webseite der Gemeinde (29. August 2009) |
| Fellbach-Oeffingen (bei Stuttgart)         | Baden-Württemberg   | VdM             | Gemeindehaus | | Mennonitengemeinde Stuttgart | Webseite der Gemeinde (29. August 2009) |
| Frankenthal-Eppstein                       | Rheinland-Pfalz     | ASM             | Mennonitenkirche Eppstein | 1779 2004 Innenbereich renoviert | Gegen Ende des 18. Jahrhunderts entstanden Versammlungshäuser..., die mehr als die ursprünglich erlaubten 20 Personen aufnahmen, die aber nach außen nicht als Kirchen erkennbar sein durften; sie mussten wie Bauernhäuser aussehen. (Das Kirchlein in Frankenthal-Eppstein hat bis heute den Zustand einer solchen versteckten Kirche bewahrt.) | Gemeindeportrait auf der Webseite der AMG (29. August 2009) |
| Frankfurt am Main                          | Hessen              | ASM             | Gemeindehaus | ?, 1956 eingeweiht | | Geschichte der Gemeinde (27.11.09) |
| Freiburg im Breisgau                       | Baden-Württemberg   | VdM             | Gottesdienste in der Regel im Ev. Stift | | | http://www.mennoniten.de/freiburg.html (27.11.09), MJ 2010, 158. |
| Friedelsheim                               | Rheinland-Pfalz     | ASM             | Mennonitenkirche Friedelsheim | 1836–1838 erbaut, 2004 saniert | Die Kirche liegt im Bereich der früheren Burg Friedelsheim | Webseite der Gemeinde (29. August 2009) Webseite des Architektenbüros Rolf Reinhart (29. August 2009) Wikimedia-Commons (22. November 2011)                                                                                 |
| Friedrichstadt                             | Schleswig-Holstein  | VDM             | Mennonitenkirche Friedrichstadt | ?, Seitenbau des Speicherhauses Alte Münze, 1708 erworben, mehrfach renoviert                                                                                             | | |
| Göttingen                                  | Niedersachsen       | VDM             | Gottesdienste im Marienstift, Braunschweig, sowie in der Baptistenkirche, Göttingen                                                              | | | MJ 2010, 159. |
| Gronau                                     | Nordrhein-Westfalen | VDM             | Mennonitenkirche Gronau | 1904 erbaut, nach dem Zweiten Weltkrieg wieder aufgebaut | | Webseite der Konferenz nordwestdeutscher Mennonitengemeinden (29. August 2009) |
| Halle                                      | Sachsen-Anhalt      | VdM             | unbekannt | | | Webseite der Gemeinde (30. August 2009) |
| Hamburg-Altona                             | Hamburg             | VDM             | Mennonitenkirche Hamburg-Altona | 1915 erbaut | | Mennonitengemeinde zu Hamburg und Altona |
| Hannover                                   | Niedersachsen       | VDM             | Gottesdienste monatlich nach Bekanntgabe in Hannover, Celle und Lüneburg                                                                         | | | MJ 2010, 160 |
| Heidelberg-Bammental                       | Baden-Württemberg   | VdM             | Gottesdienste in einer Altentagesstätte | | | Website der Gemeinde (3. Dezember 2009) |
| Ingolstadt                                 | Bayern              | VdM             | Gemeindezentrum | | | Webseite der Gemeinde (29. August 2009) |
| Kaiserslautern                             | Rheinland-Pfalz     | ASM             | Elim-Zentrum | | Evangelische Freikirche im Elim-Zentrum | Webseite der Gemeinde (29. August 2009) |
| Karlsruhe                                  | Baden-Württemberg   | VdM             | Gemeindezentrum im Thomashof | | | Webseite der Gemeinde (29. August 2009) |
| Katzweiler                                 | Rheinland-Pfalz     | ASM             | Kirche auf dem Kühbörncheshof | 1832 erbaut | | Webseite der Gemeinde (29. August 2009); MJ 2010, 162 |
| Krefeld                                    | Nordrhein-Westfalen | VDM             | Mennonitenkirche Krefeld | 1691–1696 erbaut; 1843 Anbau einer Apsis; 1943 zerstört; 1949 wiederaufgebaut; 1958 Anbau eines Gemeindezentrums; 1990er Renovierung                                      | | Webseite der Gemeinde (29. August 2009) |
| Landau an der Isar                         | Bayern              | VdM             | Gemeindehaus | | | Gemeindeportrait auf der Webseite der AMG (29. August 2009) |
| Leer                                       | Niedersachsen       | VDM             | Mennonitenkirche Leer | 1825 erbaut; 2006 restauriert | | Webseite der Konferenz nordwestdeutscher Mennonitengemeinden (29. August 2009) |
| Lettweiler                                 | Rheinland-Pfalz     | ASM             | Mennonitenkirche Neudorferhof | | | |
| Limburgerhof-Kohlhof                       | Rheinland-Pfalz     | ASM             | Mennonitenkirche Kohlhof und Gemeindehaus | | | Webseite der Gemeinde (29. August 2009) |
| Ludwigshafen am Rhein                      | Rheinland-Pfalz     | ASM             | Gemeindehaus, die frühere Mennonitenkirche in der Kurzen Straße wurde von der Stadt Ludwigshafen aufgrund städtischer Verkehrsplanung abgerissen | 1960 erbaut | | Webseite der Gemeinde (29. August 2009) |
| Lübeck                                     | Schleswig-Holstein  | VDM             | Gemeindehaus | | | Gemeindeportrait auf der Webseite der AMG (29. August 2009) |
| Möckmühl                                   | Baden-Württemberg   | VdM             | Gemeindezentrum | | | Webseite der Gemeinde (12. Dezember 2009) |
| Monsheim                                   | Rheinland-Pfalz     | ASM             | Mennonitenkirche Monsheim | 1820 erbaut, 2007 renoviert | | Gemeindeportrait auf der Webseite der AMG (3. Oktober 2010) |
| München                                    | Bayern              | VdM             | Seit November 1997 finden die meisten Gemeindeveranstaltungen im Gemeindehaus der Ev.-Luth. Simeonsgemeinde … statt.                             | | | Website der Gemeinde 12. Dezember 2009 |
| Neustadt an der Weinstraße-Branchweilerhof | Rheinland-Pfalz     | VdM             | Kapelle des Branchweilerhofs | 1275 (?) | Ältestes mennonitisches Kirchengebäude der Welt. In der alten Spitalkapelle wird schon seit 1277 Gottesdienst gefeiert. Die Fundamente und ein Teil der Wände gehen bis ins 12. Jahrhundert zurück. Die täuferischen Flüchtlinge aus der Schweiz setzten ab 1683 diese Tradition fort. Um 1275, dem Baujahr des Spitals, wurde vermutlich auch die Kapelle, in der wir heute noch unseren Gottesdienst feiern, erbaut. Ursprünglich war sie größer, das Hauptschiff wurde jedoch im 17. oder 18. Jahrhundert zu einem Wohnhaus (dem sogenannten Hirtenhaus) umgebaut, das 1957 abgerissen wurde. Auch genutzt durch die Missionsgemeinde, Mitglied im VdM (MJ 2010, 169). Umbau von Ställen und Scheunen auf dem Branchweilerhof zu modernen Gemeinderäumen seit 2011.                    | Was ist der Branchweilerhof? auf der Gemeindehomepage (27.11.09) Vgl. Webseite über die Geschichte des Branchweilerhofes (29. August 2009)                                                                                  |
| Neuwied                                    | Rheinland-Pfalz     | VDM             | Gemeindezentrum auf der Torney | 1955 erbaut, 1970 und 1979 erweitert, 1987 Einbau einer Orgel, 2005/2006 Teilabriss und -neubau des Gemeindezentrums;                                                     | Die Mennonitenkirche Neuwied von 1768 wurde 1979 verkauft | R. W. Burkart: Ein neues Gemeindehaus – Ausdruck veränderter Bedürfnisse, in: MJ 2008, 71–74. |
| Norden                                     | Niedersachsen       | VDM             | Mennonitenkirche Norden | 1662 als Patrizierhaus erbaut; seit 1795 Kirchengebäude | | |
| Nürnberg                                   | Bayern              | VdM             | Der Gottesdienst findet in der Regel … im Haus der Landeskirchlichen Gemeinschaft Strauchstraße in Nürnberg-Galgenhof statt.                     | | Gemeinde Nürnberg-Erlangen | http://www.mennoniten.de/nuernberg.html, 11. Dezember 2009 |
| Obersülzen                                 | Rheinland-Pfalz     | ASM             | Mennonitenkirche Obersülzen | 1806 oder 1866 erbaut 2010f. Verkaufspläne im Zusammenhang mit einem Beschluss zur Fusion mit der Mennonitengemeinde Monsheim, die beide innergemeindlich umstritten sind | | Dorothea Richter: Lässt sich der Verkauf rückgängig machen?, in: Die Rheinpfalz/Unterhaardter Rundschau v. 3. Mai 2011; ebd.: Zur Sache: Streit geht jetzt vor den Kreisrechtsausschuss.                                    |
| Owingen                                    | Baden-Württemberg   | VdM             | Gemeindehaus | 2000 erbaut | | Webseite der Gemeinde (29. August 2009) |
| Pfullendorf                                | Bayern              | VdM             | Alle Veranstaltungen … in unseren Gemeinderäumen … bei Spedition Wahl, Industriegebiet hinter ALNO.                                              | | | http://home.arcor.de/W_sieber/termine.htm, 11.12.09 |
| Regensburg-Burgweinting                    | Bayern              | VdM             | Gemeindezentrum | 1966 erbaut | | Webseite der Gemeinde (29. August 2009) |
| Reutlingen                                 | Baden-Württemberg   | VdM             | Gottesdienste im Haus der Süddeutschen Vereinigung                                                                                               | | | Website der Gemeinde (12. Dezember 2009) |
| Schwandorf                                 | Bayern              | VdM             | unbekannt | | | Website der Gemeinde (12. Dezember 2009) |
| Sembach                                    | Rheinland-Pfalz     | ASM             | Mennonitenkirche Sembach | 1777 erbaut | Nachdem die Grafen von Wartenberg die Baugenehmigung erteilt hatten, wurde die Ausführung durch Beiträge der niederländischen und Krefelder Mennoniten ermöglicht. 1835/55 wurde das Gebäude bedeutend vergrößert. Heute findet ein Großteil des Gemeindelebens im Gemeindehaus statt, wo sich auch die Predigerwohnung befindet. | Webseite der Gemeinde (29. August 2009) |
| Sinsheim                                   | Baden-Württemberg   | VdM             | Gemeindehaus | | | Webseite der Gemeinde (29. August 2009) |
| Sinsheim-Hasselbach                        | Baden-Württemberg   | VdM             | | 1846, Anbau 1984 | Gemeinde Hasselbach | |
| Worms-Ibersheim                            | Rheinland-Pfalz     | ASM             | Mennonitenkirche Ibersheim | 1836 erbaut | Innenaufnahme | |
| Würzburg                                   | Bayern              | VdM             | In den Räumen der landeskirchlichen Gemeinschaft in der Reisgrubengasse 1                                                                        | 1953 Beginn der Anmietung | | Webseite der Gemeinde (6. Juli 2010) |
| Zweibrücken                                | Rheinland-Pfalz     | ASM             | Gemeindehaus | | | Gemeindeportrait auf der Webseite der AMG (29. August 2009) |

MJ: Mennonitisches Jahrbuch